# Wasp (truyện tranh)
Wasp (Janet van Dyne) là nhân vật siêu anh hùng hư cấu xuất hiện trong truyện tranh Mỹ, được phát hành bởi Marvel Comics. Nhân vật do Stan Lee và Jack Kirby tạo ra, xuất hiện lần đầu tiên trong Tales to Astonish #44 (tháng 6 năm 1963). Cô được miêu tả là có khả năng thu nhỏ kích thước bản thân chỉ còn vào Xentimét, bay bằng đôi cánh của côn trùng và cô một bộ vòng tay có khả năng bắn ra các luồng điện được gọi là “Wasp’s stings”. Cô là một trong những thành viên sáng lập của Avengers.
Tháng 5 năm 2011, Wasp được xếp thứ 99 trong Top 100 Nhân vật truyện tranh của mọi thời đại do IGN, và 26 trong danh sách "Top 50 Avengers" năm 2012. Nhân vật này cũng xếp hạng 94 trong danh sách  "100 Sexiest Women in Comics" của Comics Buyer's Guide. Năm 2013, cô được liệt kê vào danh sách 5 Avenger của mọi thời đại do Marvel.com.